# 679999 Mariyavarkina
679999 Mariyavarkina è un asteroide della fascia principale. Scoperto nel 2023, presenta un'orbita caratterizzata da un semiasse maggiore pari a 2,333877 UA e da un'eccentricità di 0,216360, inclinata di 2,550663° rispetto all'eclittica.